# Chocholatky
Chocholatky (Cephalophinae) jsou jedna z podčeledí turovitých. Jde o malé až středně velké africké antilopy. Některé druhy, zvláště ch. čabraková (Cephalophus jentinki) a ch. Abbotova (C. spadix), jsou ohrožené vyhubením.

## Popis
Chocholatky se vyznačující vyklenutým hřbetem, úzkou, protáhlou hlavou ukončenou tupým čenichem a chocholkou delší srsti na čele. Zadní končetiny jsou zpravidla delší než přední, což jim umožňuje dobře skákat. Největší druhy, chocholatka žlutohřbetá (Cephalophus sylvicultor) a chocholatka čabraková (C. jentinki), dorůstají hmotnosti až 70 kg a výšky v kohoutku 80 cm, ostatní chocholaky jsou mnohem menší. Nejmenší chocholatka modrá (Philantomba monticola) váží jen 2–4 kg a dorůstá výšky 35–40 cm. Pro rody Cephalophus a Philantomba jsou charakteristické krátké růžky, které nosí obě pohlaví. Růžky jsou většinou přímé či mírně zahnuté dozadu, pouze ch. Ogilbyova (Cephalophus ogilbyi) má růžky prohnuté. Do rodu Sylvicapra patří pouze jeden druh – ch. schovávavá (Sylvicapra grimmia), u níž mají růžky pouze samci a chocholka na hlavě je málo vyvinuta.

## Způsob života
Chocholatky se nejčastěji vyskytují v pralesích, galeriových lesích a horských houštinách Subsaharské Afriky. Pouze ch. červená (Cephalophus natalensis) a ch. schovávavá (Sylvicapra grimmia) se vyskytují spíše v buši a křovinaté savaně. Živí se především listím a výhonky stromů, oddenky, hlízami a spadanými plody stromů. Bylo pozorováno, že některé druhy chocholatek sledují tlupy opic či hejna plodožravých ptáků: papoušků, zoborožců a zvláště turaků. Chocholatky sbírají plody, které opice a ptáci upustí či odhodí na zem. Chocholatka páskovaná (Cephalophus zebra) dokáže silnými zuby rozdrtit i skořápky ořechů.
Chocholatky jsou jediní volně žijící přežvýkavci, kteří přijímají i živočišnou potravu. Příležitostně konzumují měkkýše, kraby, uhynulé ryby, hmyz, drobné obratlovce a dokonce mršiny. Chocholatka černohřbetá (Cephalophus dorsalis) v zajetí ráda žere jednodenní kuřata.
Chocholatky žijí samotářsky nebo v párech a jsou silně teritoriální. Samci si svá teritoria dovedou agresivně bránit pomocí růžků i ostrých kopýtek. Většina druhů je aktivní za soumraku nebo v noci. Chování a rozmnožování chocholatek je dosud málo prozkoumáno. Samice jsou březí přibližně 120 dní a rodí jedno mládě.
Afričtí domorodci chocholatky loví pro maso i kůži, atraktivně zbarvené kožešiny některých druhů se vyvážely i do Evropy. Obvykle se loví pomocí psů, chytají do sítí, ok či jiných pastí. Není proto divu, že chocholatek silně ubývá a některé druhy jsou ohroženy vyhubením. V mýtech a pohádkách afrických domorodců, zvláště v Kongu a Gabonu, vystupuje chocholatka jako šibal (tricster), který je schopen přelstít ostatní zvířata i lidi.

## Rody a druhy
| rod Cephalophus                                     | rod Cephalophus |
| --------------------------------------------------- | --------------- |
| • chocholatka zanzibarská (Cephalophus adersi)      |                 |
| • chocholatka západní (Cephalophus callipygus)      |                 |
| • chocholatka černohřbetá (Cephalophus dorsalis)    |                 |
| • chocholatka Harveyova (Cephalophus harveyi)       |                 |
| • chocholatka čabraková (Cephalophus jentinki)      |                 |
| • chocholatka bělobřichá (Cephalophus leucogaster)  |                 |
| • chocholatka červená (Cephalophus natalensis)      |                 |
| • chocholatka černá (Cephalophus niger)             |                 |
| • chocholatka černočelá (Cephalophus nigrifrons)    |                 |
| • chocholatka Ogilbyova (Cephalophus ogilbyi)       |                 |
| • chocholatka ruwenzorská (Cephalophus rubidus)     |                 |
| • chocholatka modrohřbetá (Cephalophus rufilatus)   |                 |
| • chocholatka žlutohřbetá (Cephalophus silvicultor) |                 |
| • chocholatka Abbottova (Cephalophus spadix)        |                 |
| • chocholatka Weynsova (Cephalophus weynsi)         |                 |
| • chocholatka páskovaná (Cephalophus zebra)         |                 |
| rod Philantomba                                     |                 |
| • chocholatka Maxwellova (Philantomba maxwelli)     |                 |
| • chocholatka modrá (Philantomba monticola)         |                 |
| • chocholatka Walterova (Philantomba walteri)       |                 |
| rod Sylvicapra                                      |                 |
| • chocholatka schovávaná (Sylvicapra grimmia)       |                 |